# 愛の奴隷 (1994年の映画)
『愛の奴隷』（あいのどれい、Of Love and Shadows）は、1994年のアメリカ合衆国/アルゼンチンのドラマ映画。アントニオ・バンデラス、ジェニファー・コネリー出演。1973年のクーデターによって失脚したサルバドール・アジェンデ大統領のいとこの娘イサベル・アジェンデが1984年に出版した『De amor y de sombra（英語題：Of Love and Shadows）』が原作である。

## ストーリー
1973年にクーデターによって軍が政権を握り独裁政治が始まったチリで、元大佐など特権階級の人々は政治に対して口を挟まないことで今まで通りの生活を送ることができた。彼らは「神意園」という高級老人ホームに入所していた。そこは雑誌記者として働いているイレーネの両親が住む家を改造したもので、彼女の父が行方不明となった後はその収入が生活の糧になっていた。イレーネは幼少期からずっと神意園で育てられ、母のベアトリスから将来生活に困らないよう教育されていた。そして母からの勧めでイレーネは、従兄弟の陸軍大尉であるグスタボと婚約することになる。
ある日、イレーネの勤務先の雑誌社に失業中の元心理学者でカメラマンのフランシスコが訪ねてくる。彼は雑誌に載せるための写真を撮り、イレーネに売り込みに来ていた。イレーネはフランシスコとレストランで話し合うことにし、彼から当局に睨まれていないことを確認する。彼によると地元で開業医をしていたが、軍事政権から心理療法がタブーにされ辞めざるを得なかったという。事情を聞いたイレーネは、フランシスコをカメラマンとして雇い一緒に取材を行うことを決める。翌日彼のスクーターで取材現場に向かっていたイレーネは、婚約者のグスタボが口にしている詩をフランシスコに話すと、それが彼の父をスペインから追放したファシストのものであることを伝えられる。
到着した村には聖人がおり、その奇跡が起こるのが昼の12時だと知らされる。そして12時になり女性に憑依現象が始まったとき、ラミレス司令官率いる軍が村に乗り込んできて空に向けて銃を乱射する。ラミレスはその女性の兄であるプラデリオから相談を受け、女性を連行しに来た。だが憑依された女性に殴り飛ばされ、ラミレスたちは撤退を余儀なくされる。軍にフィルムを処分され取材できなかったイレーネたちは家に帰る。数日後神意園を訪れたフランシスコは、そこで軍の野営をやっていることをイレーネから聞く。彼はイレーネを夕食に誘うが今日は空いてないと言われ、その代わり木曜に夕食を一緒に取ることになった。その後グスタボとファッションデザイナーで同性愛者のマリオと知り合うが、グスタボがマリオに対してぞんざいな態度をとったのをみて非難しマリオを庇う。そしてマリオから夕食に誘われたフランシスコは彼の家に向かい、彼が受けた迫害について話される。

## キャスト
| 役名                 | 俳優                       | 日本語吹替 |
| -------------------- | -------------------------- | ---------- |
| フランシスコ・リアル | アントニオ・バンデラス     | 大塚明夫   |
| イレーネ             | ジェニファー・コネリー     | 伊藤美紀   |
| ベアトリス           | ステファニア・サンドレッリ | 火野カチコ |
| マリオ               | パトリシオ・コントレアス   | 江原正士   |
| グスタボ             | カミロ・ガラルド           | 田中正彦   |
| ホセ・リアル         | ディエゴ・ウォールラフ     | 金尾哲夫   |
| リアル教授           | ホルヘ・リヴェラ・ロペス   | 村松康雄   |
| ヒルダ・リアル       | アンジェラ・ラグノ         | 前田敏子   |
| ラミレス司令官       | クラウディオ・チアッチ     | 福田信昭   |
| リベラ軍曹           | ペドロ・セグニ             | 星野充昭   |
| 将軍                 | ジャック・アーント         | 品川徹     |

## スタッフ
- 監督：ベティ・カプラン（英語版）
- 脚本：ドナルド・フリード（英語版）
- 原作：イサベル・アジェンデ
- 製作：リチャード・B・グッドウィン、ベティ・カプラン、ポール・メイヤーソン
- 製作総指揮：アーンスト・ゴールドシュミット、ハーブ・ハッチェル、イシドロ・ミゲル
- 撮影監督：フェリックス・モンティ（英語版）
- プロダクションデザイナー：アベル・ファセロ
- 編集：ビル・バトラー、キャスリン・ヒモフ
- 音楽：ホセ・ニエト（英語版）
- 日本語字幕：伊藤美穂
- 吹替翻訳：平田勝茂
- 吹替演出：松岡裕紀
- 吹替録音・調整：滝沢康
- 吹替製作：プロセンスタジオ
- 吹替プロデューサー：山口一美